# Abbaye Saint-Jean-du-Mont de Thérouanne
L'abbaye Saint-Jean-du-Mont est une ancienne abbaye de bénédictins établie à Thérouanne (Pas-de-Calais), fondée en 686 par Thierry III, roi des Francs de Neustrie, en expiation du meurtre de saint Léger.

## Toponymie
San Johannes in Monte ou Saint-Jean d'Ypres.

## Historique
- En 1533, Charles Quint détruisit la totalité de Thérouanne, forçant les religieux de l'abbaye à fuir vers Bailleul, puis Ypres.

## Personnalités éminentes
- Abbé Jean Fachin - devise : « Corde et anima ».
- 1496 : Philippe de Luxembourg est élu évêque de Thérouanne.
- Trivier de Thérouanne (Ve-VIe siècle), moine, a donné son nom à deux communes du département de l'Ain (Saint-Trivier-de-Courtes et Saint-Trivier-sur-Moignans). Il s'est retiré à Thérouanne afin d'y vivre une vie contemplative.
- François d'Avroult, (famille d'Averhoult), nommé administrateur avec rang et prérogatives d'abbé par Charles Quint avant d'occuper la même fonction dans d'autres abbayes[4].